# Нижняя Тозьма
Нижняя Тозьма — река в России, протекает в Вологодской области, в Великоустюгском районе. Устье реки находится в 84 км по левому берегу реки Сухона. Длина реки составляет 18 км.
Исток реки в болотах в юго-западной части Нижнего Тозьменского болота в 15 км к северо-западу от посёлка Полдарса (центра Опокского сельского поселения). Течёт по ненаселённому лесу сначала на юг, потом на юго-восток. Нижняя Тозьма впадает в Сухону около нежилой деревни Нижняя Тозьма в четырёх километрах выше посёлка Полдарса.

## Данные водного реестра
По данным государственного водного реестра России относится к Двинско-Печорскому бассейновому округу, водохозяйственный участок реки — Северная Двина от начала реки до впадения реки Вычегда, без рек Юг и Сухона (от истока до Кубенского гидроузла), речной подбассейн реки — Сухона. Речной бассейн реки — Северная Двина.
По данным геоинформационной системы водохозяйственного районирования территории РФ, подготовленной Федеральным агентством водных ресурсов:
- Код водного объекта в государственном водном реестре — 03020100312103000009517
- Код по гидрологической изученности (ГИ) — 103000951
- Код бассейна — 03.02.01.003
- Номер тома по ГИ — 03
- Выпуск по ГИ — 0